# Walckenaeria denisi
Walckenaeria denisi är en spindelart som beskrevs av Thaler 1984. Walckenaeria denisi ingår i släktet Walckenaeria och familjen täckvävarspindlar.
Artens utbredningsområde är Kanarieöarna. Inga underarter finns listade i Catalogue of Life.